# آنجلیکا (حوزه سرشماری)، ویسکانسین
آنجلیکا (به انگلیسی: Angelica) یک منطقهٔ مسکونی در ایالات متحده آمریکا است که در مپل گروو واقع شده‌است. آنجلیکا ۴٫۰۵ کیلومتر مربع مساحت و ۳۷۷ نفر جمعیت دارد و ۲۶۷٫۹۲ متر بالاتر از سطح دریا واقع شده‌است.